# Eutrichosomella insularis
Eutrichosomella insularis är en stekelart som beskrevs av Timberlake 1941. Eutrichosomella insularis ingår i släktet Eutrichosomella och familjen växtlussteklar. Inga underarter finns listade i Catalogue of Life.